# Họ Cắt
Họ Cắt (danh pháp khoa học: Falconidae) là một họ của khoảng 65-66 loài chim săn mồi ban ngày. Theo truyền thống, họ này chia ra thành 2 phân họ là Polyborinae, trong đó bao gồm các loài caracara (cắt châu Mỹ) và cắt rừng (Micrastur); và Falconinae chứa các loài cắt, cắt lùn (Polihierax) và cắt sẻ (Microhierax).

## Miêu tả
Các loài cắt là chim săn mồi cỡ từ nhỏ tới trung bình, từ nhỏ như cắt nhỏ đùi đen (Microhierax fringillarius), chỉ cân nặng cỡ 35 g (1,2 oz), tới nhỡ như cắt kên kên (Falco rusticolus), có thể cân nặng tới 1,735 kg (61,2 oz). Chúng có mỏ hình móc cong rất khỏe, móng vuốt cong sắc nhọn và thị lực tuyệt hảo. Bộ lông nói chung bao gồm các màu nâu, trắng, nâu hạt dẻ, đen và xám, thường với vạch phân chia các kiểu màu. Có ít khác biệt về bộ lông giữ chim trống và chim mái, mặc dù một vài loài có mức độ dị hình giới tính nhất định ở độ đậm nhạt của màu bộ lông.
Chúng khác với các loài chim săn mồi khác (trước đây xếp trong bộ Falconiformes) ở chỗ chúng giết con mồi bằng mỏ chứ không phải bằng móng vuốt ở chân. Chúng có "răng" ở một bên mỏ phục vụ cho mục đích này.

## Phân bố và môi trường sống
Họ này có sự phân bố rộng khắp thế giới, chỉ không thấy tại các khu vực rừng rậm ở miền trung châu Phi cũng như tại một số đảo xa trên đại dương hay tại các vùng sát vùng Bắc cực và châu Nam Cực. Một số loài có phạm vi phân bố rộng, cụ thể như loài cắt lớn (Falco peregrinus), với sự phân bố từ Greenland tới Fiji và có sự phân bố sinh sản rộng nhất trong số các loài chim. Các loài khác có sự phân bố hẹp hơn, cụ thể như các loài đặc hữu trên đảo như cắt Mauritius (Falco punctatus). Chúng chiếm lĩnh phần lớn các kiểu môi trường sinh sống, từ các lãnh nguyên tới rừng mưa và sa mạc, mặc dù nói chung chúng là chim của những vùng thoáng đãng và ngay cả các loài thiên về sống trong rừng cũng ưa thích những cánh rừng đứt quãng hay bìa rừng. Một số loài, chủ yếu là trong chi Falco, là chim di cư hoàn toàn, với một số loài tại đại lục Á-Âu và trú đông hoàn toàn ở châu Phi, các loài khác có thể chỉ di cư phần nào. Cắt Amur (Falco amurensis) là một trong những loài chim di cư xa nhất, di chuyển từ Đông Á tới miền nam châu Phi.

## Tập tính

### Thức ăn và kiếm ăn

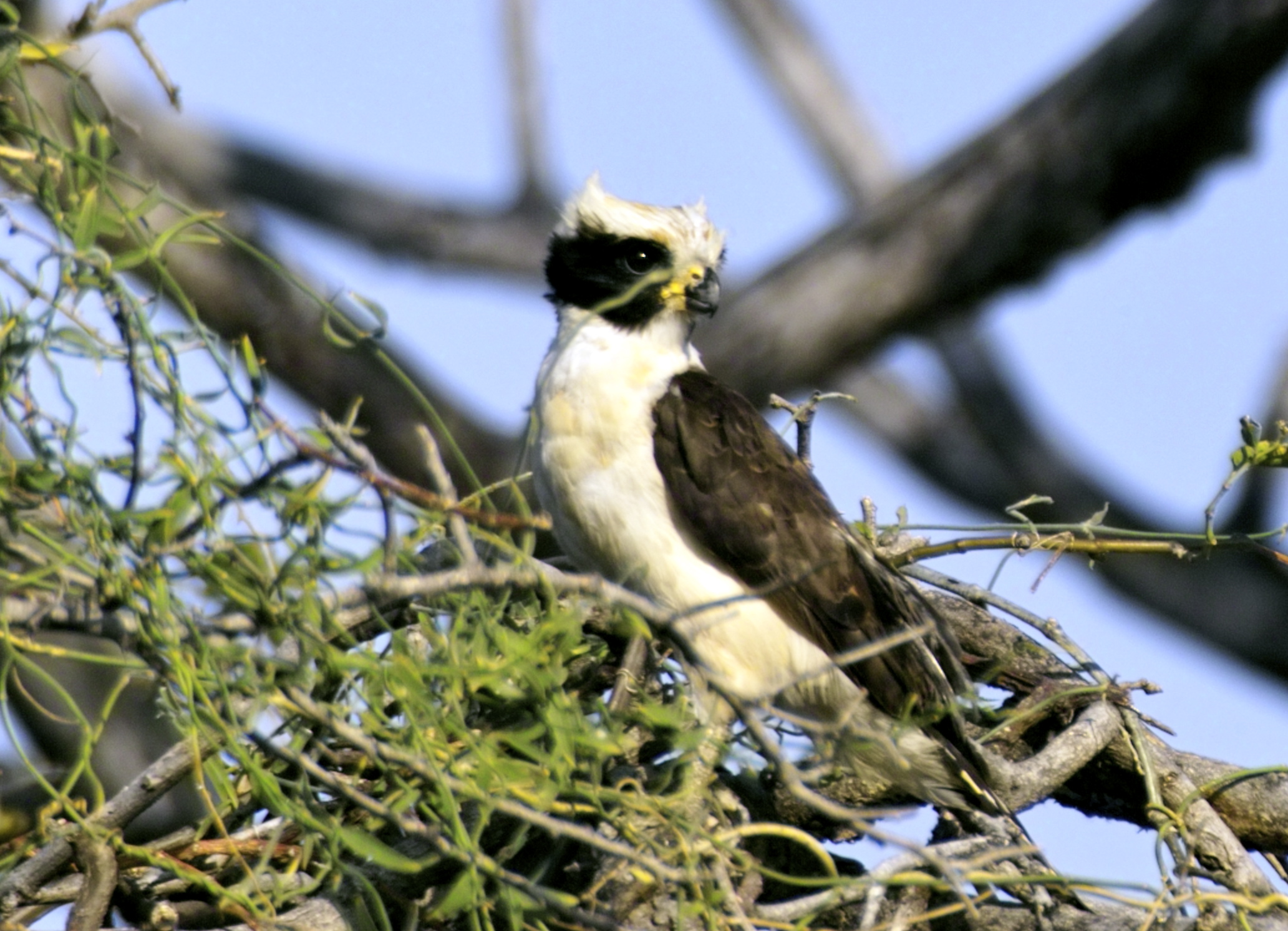
Cắt cười (Herpetotheres cachinnans) là một loài chim chuyên ăn thịt rắn.

Các loài cắt là chim ăn thịt, chủ yếu ăn chim, thú nhỏ, bò sát, côn trùng và xác chết. Trong dân gian người ta cho rằng các loài cắt là chim ăn thịt bay nhanh (như thành ngữ của người Việt: "Nhanh như cắt"), và trong khi điều này là đúng đối với chi Falco cũng như một vài loài cắt nhỏ khác, thì các loài caracara (cắt châu Mỹ) lại ít di chuyển hơn trong việc tìm kiếm thức ăn. Các loài cắt rừng (Micrastur) ở Tân thế giới là các loài chim chuyên săn mồi trong rừng. Một số loài, như các loài cắt thật sự, lại cất giấu các nguồn cung cấp thức ăn tại những nơi cất giấu. Chúng là các thợ săn đơn độc và các đôi bảo vệ lãnh thổ, mặc dù chúng có thể hợp thành các đàn lớn khi vào mùa di cư. Một số loài có sự chuyên biệt hóa trong ăn uống, như cắt cười chỉ chuyên ăn rắn, trong khi các loài khác thì ăn tạp hơn.

### Sinh sản

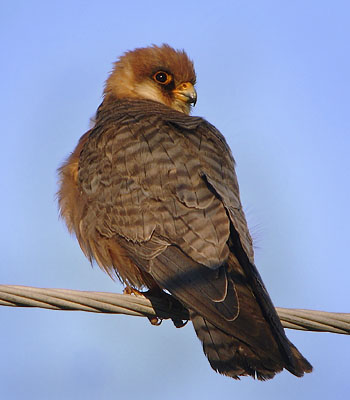
Cắt chân đỏ (Falco vespertinus) bất thường ở chỗ là loài cắt sinh đẻ thành bầy.

Các loài cắt và caracara nói chung là chim sinh sản đơn độc, mặc dù khoảng 10% số loài sinh sản thành bầy, như cắt chân đỏ. Chúng là chim có kiểu quan hệ đơn phối ngẫu, mặc dù một số loài caracara có thể khai thác chiến lược dị cha mẹ, trong đó những con chim nhỡ giúp đỡ chim trưởng thành (thường là chim bố mẹ của chúng) nuôi nấng lứa chim non sau đó. Nói chung chúng không làm tổ (trừ caracara), dựa vào tổ của các loài chim khác, chẳng hạn cắt lùn châu Phi (Polihierax semitorquatus) làm tổ trong tổ của các loài rồng rộc (Ploceidae), hay trên gờ rìa các vách đá. Chúng đẻ mỗi lần 2-4 trứng, và chủ yếu do chim mái ấp. Thời gian ấp trứng không cố định mà thay đổi tùy từng loài, có liên quan tới kích thước cơ thể, kéo dài từ 28 ngày ở các loài nhỏ cho tới 35 ngày ở các loài to lớn hơn. Chim non ra ràng sau 28–49 ngày, cũng phụ thuộc vào kích thước cơ thể.

## Quan hệ với con người
Các loài cắt có quan hệ phức tạp với con người. Tại Ai Cập cổ đại chúng được sùng bái và tôn thờ như là Horus, vị thần của bầu trời và mặt trời, và được coi là tổ tiên của các Pharaoh. Các loài cắt châu Mỹ (caracara) cũng tạo nên truyền thuyết của người Aztec, và hiện nay vẫn là biểu trưng quốc gia của México (trên quốc huy của quốc gia này). Các loài cắt cũng là quan trọng trong nghệ thuật và bộ môn thể thao nuôi chim ưng (chủ yếu của tầng lớp quý tộc). Tuy nhiên, chúng cũng từng bị ngược đãi và tiêu diệt vì chúng săn bắt các loài động vật khác được con người nuôi, và điều này đã dẫn tới sự tuyệt chủng của ít nhất là 1 loài, Caracara lutosa. Một vài loài cô lập cũng suy giảm mạnh về lượng, như cắt Mauritius có thời chỉ còn không quá bốn con. Khoảng 5 loài cắt khác hiện nay được IUCN coi là từ dễ thương tổn tới tuyệt chủng trong tự nhiên, bao gồm cả cắt Saker hay cắt săn (Falco cherrug).

## Phân loại và phát sinh chủng loài

### Các chi sinh tồn
Theo truyền thống, các chi còn sinh tồn trong họ này chia ra thành 2 phân họ như sau:
- Falconinae
  - Spiziapteryx – 1 loài cắt nhỏ cánh đốm
  - Polihierax (đồng nghĩa Neohierax) – 2 loài cắt lùn.
  - Microhierax – 5 loài cắt nhỏ điển hình.
  - Falco – Khoảng 37-39 loài cắt thật sự.
- Polyborinae
  - Herpetotheres – 1 loài cắt cười
  - Micrastur – 7 loài cắt rừng
  - Caracara – 3 loài caracara mào (2 loài sinh tồn, 1 tuyệt chủng)
  - Ibycter – 1 loài caracara họng đỏ (đôi khi gộp trong Daptrius).
  - Daptrius – 1 loài caracara đen.
  - Milvago – 2 loài caracara nâu.
  - Phalcoboenus – 4 loài caracara.

Tuy nhiên, các nghiên cứu phát sinh chủng loài của Griffiths (1999, 2004), Fuchs et al. (2011, 2012, 2015) cho thấy việc phân chia như vậy làm cho cả hai phân họ đều không đơn ngành.
Phân chia gần đây như sau:
- Herpetotherinae Lesson, 1843
  - Herpetotheres
  - Micrastur
- Caracarinae d'Orbigny, 1837: Caracara
  - Spiziapteryx
  - Caracara
  - Ibycter
  - Daptrius
  - Milvago
  - Phalcoboenus
- Falconinae Leach, 1820
  - Polihieracini Peters, 1931
    - Polihierax
    - Microhierax

  - Falconini Leach, 1820: Cắt
    - Neohierax
    - Falco

### Các chi hóa thạch
- Parvulivenator (Tiền Eocen ở Anh)
- Stintonornis (Tằng hệ đất sét London, Tiền Eocen ở Anh)
- Badiostes (Santa Cruz, Tiền Miocen ở Patagonia, Argentina)
- Falconidae gen. et sp. indet. (Tiền Miocen ở Chubut, Argentina)
- Falconidae gen. et sp. indet. (Pinturas, Tiền/Trung Miocen ở Argentina)
- Pediohierax (Trung Miocen ở Nebraska, Hoa Kỳ)
- Falconidae gen. et sp. indet. (Cerro Bandera, Hậu Miocen ở Neuquén, Argentina). PVPH 465: đốt ngón 1 của ngón chân giữa. Có thể là caracara? Nhưng cũng có thể thuộc về chi hiện còn sinh tồn[11].
- "Sushkinia" pliocaena (Tiền Pliocen ở Pavlodar, Kazakhstan) – có thể thuộc về chi Falco?

### Phát sinh chủng loài
Biểu đồ phát sinh chủng loài dưới đây vẽ theo Griffiths (1999, 2004), sửa đổi theo Fuchs et al. (2011, 2012, 2015).

|  | Herpetotheres |
|  |               |
|  | Micrastur     |
|  |               |

|  | \| \| Daptrius \| \| \| \| \| \| Milvago \| \| \| \| |
|  |                                                      |
|  | Phalcoboenus                                         |
|  |                                                      |
|  | Daptrius                                             |
|  |                                                      |
|  | Milvago                                              |
|  |                                                      |

|  | Daptrius |
|  |          |
|  | Milvago  |
|  |          |

|  | \| \| Daptrius \| \| \| \| \| \| Milvago \| \| \| \| |
|  |                                                      |
|  | Phalcoboenus                                         |
|  |                                                      |
|  | Daptrius                                             |
|  |                                                      |
|  | Milvago                                              |
|  |                                                      |

|  | Daptrius |
|  |          |
|  | Milvago  |
|  |          |

|  | \| \| Daptrius \| \| \| \| \| \| Milvago \| \| \| \| |
|  |                                                      |
|  | Phalcoboenus                                         |
|  |                                                      |
|  | Daptrius                                             |
|  |                                                      |
|  | Milvago                                              |
|  |                                                      |

|  | Daptrius |
|  |          |
|  | Milvago  |
|  |          |

|  | \| \| Daptrius \| \| \| \| \| \| Milvago \| \| \| \| |
|  |                                                      |
|  | Phalcoboenus                                         |
|  |                                                      |
|  | Daptrius                                             |
|  |                                                      |
|  | Milvago                                              |
|  |                                                      |

|  | Daptrius |
|  |          |
|  | Milvago  |
|  |          |

|  | \| \| Daptrius \| \| \| \| \| \| Milvago \| \| \| \| |
|  |                                                      |
|  | Phalcoboenus                                         |
|  |                                                      |
|  | Daptrius                                             |
|  |                                                      |
|  | Milvago                                              |
|  |                                                      |

|  | Daptrius |
|  |          |
|  | Milvago  |
|  |          |

|  | \| \| Daptrius \| \| \| \| \| \| Milvago \| \| \| \| |
|  |                                                      |
|  | Phalcoboenus                                         |
|  |                                                      |
|  | Daptrius                                             |
|  |                                                      |
|  | Milvago                                              |
|  |                                                      |

|  | Daptrius |
|  |          |
|  | Milvago  |
|  |          |

|  | \| \| Daptrius \| \| \| \| \| \| Milvago \| \| \| \| |
|  |                                                      |
|  | Phalcoboenus                                         |
|  |                                                      |
|  | Daptrius                                             |
|  |                                                      |
|  | Milvago                                              |
|  |                                                      |

|  | Daptrius |
|  |          |
|  | Milvago  |
|  |          |

|  | \| \| Daptrius \| \| \| \| \| \| Milvago \| \| \| \| |
|  |                                                      |
|  | Phalcoboenus                                         |
|  |                                                      |
|  | Daptrius                                             |
|  |                                                      |
|  | Milvago                                              |
|  |                                                      |

|  | Daptrius |
|  |          |
|  | Milvago  |
|  |          |

|  | Polihierax  |
|  |             |
|  | Microhierax |
|  |             |

|  | Neohierax |
|  |           |
|  | Falco     |
|  |           |

|  | Polihierax  |
|  |             |
|  | Microhierax |
|  |             |

|  | Neohierax |
|  |           |
|  | Falco     |
|  |           |

|  | \| \| Daptrius \| \| \| \| \| \| Milvago \| \| \| \| |
|  |                                                      |
|  | Phalcoboenus                                         |
|  |                                                      |
|  | Daptrius                                             |
|  |                                                      |
|  | Milvago                                              |
|  |                                                      |

|  | Daptrius |
|  |          |
|  | Milvago  |
|  |          |

|  | \| \| Daptrius \| \| \| \| \| \| Milvago \| \| \| \| |
|  |                                                      |
|  | Phalcoboenus                                         |
|  |                                                      |
|  | Daptrius                                             |
|  |                                                      |
|  | Milvago                                              |
|  |                                                      |

|  | Daptrius |
|  |          |
|  | Milvago  |
|  |          |

|  | \| \| Daptrius \| \| \| \| \| \| Milvago \| \| \| \| |
|  |                                                      |
|  | Phalcoboenus                                         |
|  |                                                      |
|  | Daptrius                                             |
|  |                                                      |
|  | Milvago                                              |
|  |                                                      |

|  | Daptrius |
|  |          |
|  | Milvago  |
|  |          |

|  | \| \| Daptrius \| \| \| \| \| \| Milvago \| \| \| \| |
|  |                                                      |
|  | Phalcoboenus                                         |
|  |                                                      |
|  | Daptrius                                             |
|  |                                                      |
|  | Milvago                                              |
|  |                                                      |

|  | Daptrius |
|  |          |
|  | Milvago  |
|  |          |

|  | \| \| Daptrius \| \| \| \| \| \| Milvago \| \| \| \| |
|  |                                                      |
|  | Phalcoboenus                                         |
|  |                                                      |
|  | Daptrius                                             |
|  |                                                      |
|  | Milvago                                              |
|  |                                                      |

|  | Daptrius |
|  |          |
|  | Milvago  |
|  |          |

|  | \| \| Daptrius \| \| \| \| \| \| Milvago \| \| \| \| |
|  |                                                      |
|  | Phalcoboenus                                         |
|  |                                                      |
|  | Daptrius                                             |
|  |                                                      |
|  | Milvago                                              |
|  |                                                      |

|  | Daptrius |
|  |          |
|  | Milvago  |
|  |          |

|  | \| \| Daptrius \| \| \| \| \| \| Milvago \| \| \| \| |
|  |                                                      |
|  | Phalcoboenus                                         |
|  |                                                      |
|  | Daptrius                                             |
|  |                                                      |
|  | Milvago                                              |
|  |                                                      |

|  | Daptrius |
|  |          |
|  | Milvago  |
|  |          |

|  | \| \| Daptrius \| \| \| \| \| \| Milvago \| \| \| \| |
|  |                                                      |
|  | Phalcoboenus                                         |
|  |                                                      |
|  | Daptrius                                             |
|  |                                                      |
|  | Milvago                                              |
|  |                                                      |

|  | Daptrius |
|  |          |
|  | Milvago  |
|  |          |

|  | Polihierax  |
|  |             |
|  | Microhierax |
|  |             |

|  | Neohierax |
|  |           |
|  | Falco     |
|  |           |

|  | Polihierax  |
|  |             |
|  | Microhierax |
|  |             |

|  | Neohierax |
|  |           |
|  | Falco     |
|  |           |

|  | Herpetotheres |
|  |               |
|  | Micrastur     |
|  |               |

|  | \| \| Daptrius \| \| \| \| \| \| Milvago \| \| \| \| |
|  |                                                      |
|  | Phalcoboenus                                         |
|  |                                                      |
|  | Daptrius                                             |
|  |                                                      |
|  | Milvago                                              |
|  |                                                      |

|  | Daptrius |
|  |          |
|  | Milvago  |
|  |          |

|  | \| \| Daptrius \| \| \| \| \| \| Milvago \| \| \| \| |
|  |                                                      |
|  | Phalcoboenus                                         |
|  |                                                      |
|  | Daptrius                                             |
|  |                                                      |
|  | Milvago                                              |
|  |                                                      |

|  | Daptrius |
|  |          |
|  | Milvago  |
|  |          |

|  | \| \| Daptrius \| \| \| \| \| \| Milvago \| \| \| \| |
|  |                                                      |
|  | Phalcoboenus                                         |
|  |                                                      |
|  | Daptrius                                             |
|  |                                                      |
|  | Milvago                                              |
|  |                                                      |

|  | Daptrius |
|  |          |
|  | Milvago  |
|  |          |

|  | \| \| Daptrius \| \| \| \| \| \| Milvago \| \| \| \| |
|  |                                                      |
|  | Phalcoboenus                                         |
|  |                                                      |
|  | Daptrius                                             |
|  |                                                      |
|  | Milvago                                              |
|  |                                                      |

|  | Daptrius |
|  |          |
|  | Milvago  |
|  |          |

|  | \| \| Daptrius \| \| \| \| \| \| Milvago \| \| \| \| |
|  |                                                      |
|  | Phalcoboenus                                         |
|  |                                                      |
|  | Daptrius                                             |
|  |                                                      |
|  | Milvago                                              |
|  |                                                      |

|  | Daptrius |
|  |          |
|  | Milvago  |
|  |          |

|  | \| \| Daptrius \| \| \| \| \| \| Milvago \| \| \| \| |
|  |                                                      |
|  | Phalcoboenus                                         |
|  |                                                      |
|  | Daptrius                                             |
|  |                                                      |
|  | Milvago                                              |
|  |                                                      |

|  | Daptrius |
|  |          |
|  | Milvago  |
|  |          |

|  | \| \| Daptrius \| \| \| \| \| \| Milvago \| \| \| \| |
|  |                                                      |
|  | Phalcoboenus                                         |
|  |                                                      |
|  | Daptrius                                             |
|  |                                                      |
|  | Milvago                                              |
|  |                                                      |

|  | Daptrius |
|  |          |
|  | Milvago  |
|  |          |

|  | \| \| Daptrius \| \| \| \| \| \| Milvago \| \| \| \| |
|  |                                                      |
|  | Phalcoboenus                                         |
|  |                                                      |
|  | Daptrius                                             |
|  |                                                      |
|  | Milvago                                              |
|  |                                                      |

|  | Daptrius |
|  |          |
|  | Milvago  |
|  |          |

|  | Polihierax  |
|  |             |
|  | Microhierax |
|  |             |

|  | Neohierax |
|  |           |
|  | Falco     |
|  |           |

|  | Polihierax  |
|  |             |
|  | Microhierax |
|  |             |

|  | Neohierax |
|  |           |
|  | Falco     |
|  |           |

|  | \| \| Daptrius \| \| \| \| \| \| Milvago \| \| \| \| |
|  |                                                      |
|  | Phalcoboenus                                         |
|  |                                                      |
|  | Daptrius                                             |
|  |                                                      |
|  | Milvago                                              |
|  |                                                      |

|  | Daptrius |
|  |          |
|  | Milvago  |
|  |          |

|  | \| \| Daptrius \| \| \| \| \| \| Milvago \| \| \| \| |
|  |                                                      |
|  | Phalcoboenus                                         |
|  |                                                      |
|  | Daptrius                                             |
|  |                                                      |
|  | Milvago                                              |
|  |                                                      |

|  | Daptrius |
|  |          |
|  | Milvago  |
|  |          |

|  | \| \| Daptrius \| \| \| \| \| \| Milvago \| \| \| \| |
|  |                                                      |
|  | Phalcoboenus                                         |
|  |                                                      |
|  | Daptrius                                             |
|  |                                                      |
|  | Milvago                                              |
|  |                                                      |

|  | Daptrius |
|  |          |
|  | Milvago  |
|  |          |

|  | \| \| Daptrius \| \| \| \| \| \| Milvago \| \| \| \| |
|  |                                                      |
|  | Phalcoboenus                                         |
|  |                                                      |
|  | Daptrius                                             |
|  |                                                      |
|  | Milvago                                              |
|  |                                                      |

|  | Daptrius |
|  |          |
|  | Milvago  |
|  |          |

|  | \| \| Daptrius \| \| \| \| \| \| Milvago \| \| \| \| |
|  |                                                      |
|  | Phalcoboenus                                         |
|  |                                                      |
|  | Daptrius                                             |
|  |                                                      |
|  | Milvago                                              |
|  |                                                      |

|  | Daptrius |
|  |          |
|  | Milvago  |
|  |          |

|  | \| \| Daptrius \| \| \| \| \| \| Milvago \| \| \| \| |
|  |                                                      |
|  | Phalcoboenus                                         |
|  |                                                      |
|  | Daptrius                                             |
|  |                                                      |
|  | Milvago                                              |
|  |                                                      |

|  | Daptrius |
|  |          |
|  | Milvago  |
|  |          |

|  | \| \| Daptrius \| \| \| \| \| \| Milvago \| \| \| \| |
|  |                                                      |
|  | Phalcoboenus                                         |
|  |                                                      |
|  | Daptrius                                             |
|  |                                                      |
|  | Milvago                                              |
|  |                                                      |

|  | Daptrius |
|  |          |
|  | Milvago  |
|  |          |

|  | \| \| Daptrius \| \| \| \| \| \| Milvago \| \| \| \| |
|  |                                                      |
|  | Phalcoboenus                                         |
|  |                                                      |
|  | Daptrius                                             |
|  |                                                      |
|  | Milvago                                              |
|  |                                                      |

|  | Daptrius |
|  |          |
|  | Milvago  |
|  |          |

|  | Polihierax  |
|  |             |
|  | Microhierax |
|  |             |

|  | Neohierax |
|  |           |
|  | Falco     |
|  |           |

|  | Polihierax  |
|  |             |
|  | Microhierax |
|  |             |

|  | Neohierax |
|  |           |
|  | Falco     |
|  |           |